# Kristiane Kondrat

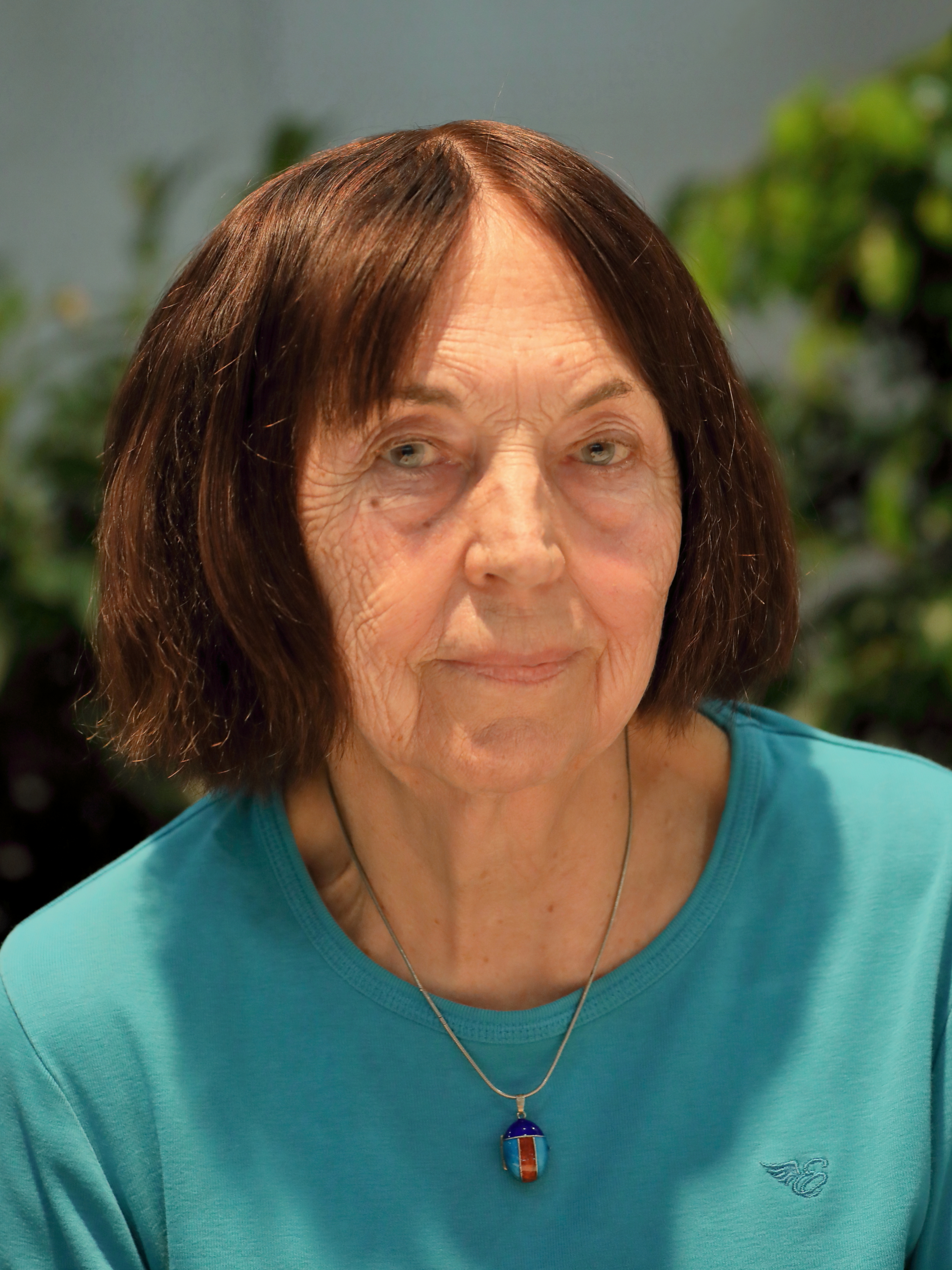
Kristiane Kondrat (2019)

Kristiane Kondrat (* 11. Dezember 1938 in Reșița, Königreich Rumänien) ist das Pseudonym der rumäniendeutschen Schriftstellerin Aloisia Bohn.

## Leben
Geboren als Aloisia Fabry war sie nach dem Studium der Germanistik und der Rumänistik an der West-Universität Temeswar als Deutschlehrerin und Kulturredakteurin tätig.
1968 erschien ihr Gedichtband Regenbogen im Jugendverlag Bukarest unter dem Namen Luise Fabri.
Seit 1973 lebt sie in Deutschland und debütierte hier 1974 unter dem Pseudonym Kristiane Kondrat mit einem Gedicht im Feuilleton der Frankfurter Allgemeinen Zeitung. Zurzeit lebt sie in Augsburg.
Als freiberufliche Journalistin war sie auf dem Gebiet der Kultur für die Süddeutsche Zeitung tätig.
Sie ist Mitglied im Verband deutscher Schriftsteller. Kristiane Kondrat schreibt Romane, Erzählungen, Lyrik und Satire. 2022 war Kristiane Kondrat für den Lyrikpreis Meran nominiert.

## Ehrungen
- Förderpreis der Cité der Friedenskulturen (Lugano) für Lyrik 2011
- Publikumspreis des Spiegelungen-Lyrikpreises 2017[4]

## Werke
- Gedichtband 1968 im Jugendverlag Bukarest
- Abstufung dreier Nuancen von Grau. Roman, Quell Verlag, Stuttgart 1997, ISBN 3-7918-1121-5.
- Vogelkirschen. Erzählungen, Bachmaier Verlag, München 2000, ISBN 3-931680-21-5.
- Anastasius und andere Staatsbürger. Politische Satiren, Pop Verlag, Ludwigsburg 2013, ISBN 978-3-86356-042-3.
- Ein großer Buchstabe fällt von der Wand. Gedichte, Pop Verlag, Ludwigsburg 2014, ISBN 978-3-86356-096-6.
- Das Nadelöhr. Ein Zukunftsroman. Hybrid Verlag, Homburg, 2018, ISBN 978-3-946820-43-7.
- Abstufung dreier Nuancen von Grau. Roman, 2. Auflage, danube books Verlag, Ulm, 2019, ISBN 978-3-946046-14-1.
- Bild mit Sprung. Erzählungen, 2. Auflage, danube books Verlag, Ulm, 2021, ISBN 978-3-946046-24-0.
- Wer tanzt im Niemandsland, Lyrik, 1. Auflage, danube books Verlag, Ulm, 2023, ISBN 978-3-946046-33-2.

Veröffentlichungen in Literaturzeitschriften und Anthologien (Auswahl)
- Spektrum. Internationale Vierteljahresschrift für Dichtung und Originalgraphik, Zürich, 26, 1984, Nr. 103.
- Protokolle. Zeitschrift, Verlag Jugend und Volk, Wien, Nr. 2, 1992, ISBN 3-224-16119-1; Nr. 1, 1995, ISBN 3-224-16125-6.
- Die Horen. Zeitschrift, Hannover, Heft 2, 1977, Ausgabe 106, 22. Jahrgang; Heft 3, 1978,  Ausgabe 111, 23. Jahrgang.
- Literatur in Bayern. Zeitschrift, München, Nr. 11, 1988, ISSN 0178-6857.
- Heft. Zeitschrift, Meier Verlag, Schaffhausen, Nr. XI, 1985 Nr. XII, 1986.
- Jahrbuch der Lyrik. Anthologie, DVA, München 2011, ISBN 978-3-421-04507-2.
- Sterz. Zeitschrift,  Verlag Sterz, Graz, Nr. 39, Nr. 41, Nr. 46a/47, Nr. 49.
- Das Gedicht. Weßling bei München, 19. Jahrgang, Bd. 19.
- L. Der Literaturbote. Zeitschrift, Frankfurt am Main, Nr. 120/März 2016, 31. Jahrgang; Hessisches Literaturforum im Mousonturm, Nr. 128/Dezember 2017, 32. Jahrgang.
- Spiegelungen. Zeitschrift, IKGS-Verlag, München, ISSN 1862-4995, Heft 2, 2(56). Jahrgang, 2007; Heft 2, 5(59). Jahrgang, 2010; Heft 2, 8(62). Jahrgang, 2013; Heft 1, 11(65), 2016 im Friedrich Pustet Verlag, Regensburg, ISSN 1862-4995, ISBN 978-3-7917-2802-5.
- Science meets fiction. Anthologie, Homunculus Verlag in Kooperation mit F.A. Universität Erlangen, 2018, ISBN 978-3-946120-55-1.
- Dem Garten Eden abgeschaut. Mensch und Landschaft. Anthologie, trafo Verlag, Berlin, 2018, ISBN 978-3-86465-113-7.